# Zleszyn
Zleszyn [pronunciación en polaco: /ˈzlɛʂɨn/] es un pueblo en el distrito administrativo de Gmina Bedlno, dentro del Distrito de Kutno, Voivodato de Łódź, en Polonia central. Se encuentra aproximadamente 17 kilómetros al este de Kutno y 46 kilómetros al norte de la capital regional, Łódź.